# Bad Aibling-i vasúti baleset

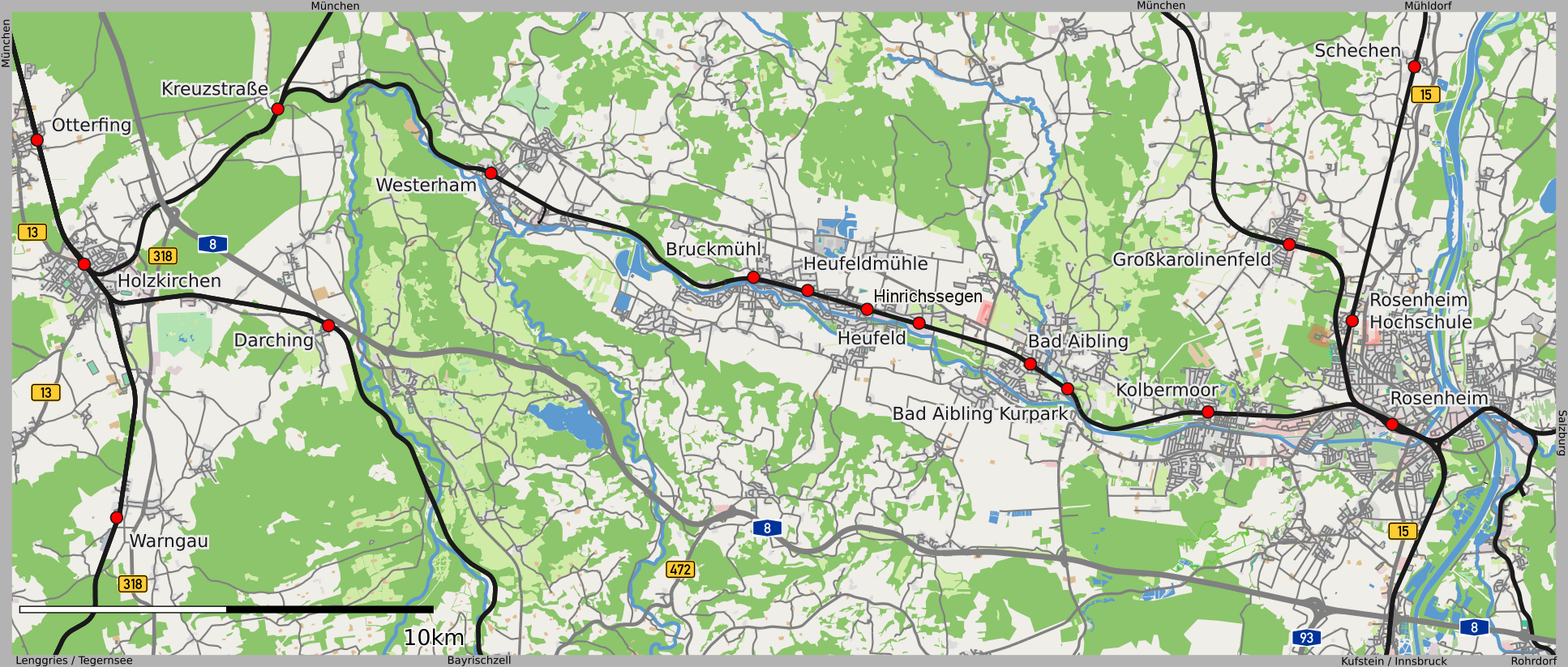
Térkép

A Bad Aibling-i vonatbaleset (németül: Eisenbahnunfall von Bad Aibling) a bajorországi Bad Aibling település közelében történt 2016. február 9-én 6 óra 48 perckor. A Holzkirchen–Rosenheim-vasútvonalon két Stadler FLIRT ET 325 („Meridian”) vonat ütközött frontálisan. A baleset következtében 11 ember elhunyt.
Magyar állampolgárságú áldozat nem volt.